# Enric Descayre i Salgàs
Enric Descayre i Salgas fou un empresari i falangista, fundador del setmanari català Àncora que va començar a publicar-se el dia 1 de desembre de l’any 1949 a Sant Feliu de Guíxols. També fou l'autor de l'obra Quadern de Bitàcola: anotacions sobre el present i el futur de la ciutat de Sant Feliu de Guíxols, publicat l'any 1963 pel Casal Guixolenc.
Hi ha un premi d'investigació que porta el seu nom.